# Обрада текста
Процесор текста (енгл. word/document processor) је електронска направа или рачунарска софтверска апликација која, на команду корисника, врши обраду текста: слагање, уређивање, форматирање и понекад штампање било које врсте писаног материјала. Обрада текста може такође да се односи на напредне стенографске технике, понекад коришћене у специјалном контексту, са специјално подешеном писаћом машином. Термин је скован у IBM-овој лабораторији у Беблингену, у Западној Немачкој, током 1960-их. Стандардне карактеристике текст процесора обухватају фонт апликацију, проверу правописа, проверу граматике, уграђени лексикон синонима, аутоматско исправљање текста, Веб интегрисање и извоз HTML-а, између осталог. Најједноставније речено, текст процесор је мало више од велике скупе писаће машине, а притом је исправљање грешака једноставно.
Текст процесор се појавио као самостална машина током 1970-их и 1980-их, комбинујући уношење текста преко тастатуре и функцију штампања електричне писаће машине са компјутерским процесором намењеним за обраду текста. Иако су карактеристике и дизајн варирале у зависности од произвођача и модела, и нове карактеристике су додаване услед напретка технологије, текст процесори су обично садржали једнобојан приказ и могућност да се сачувају документа на меморијску картицу или дискету. Каснији модели су представили новитете, као што су програми за проверу правописа, унапређене опције за формате и матрично штампање. Како су прилагодљиве комбинације личних рачунара и штампача постале уобичајене, и компјутерске софтверске апликације за уређивање текста постале популарне, већина компанија је престала да производи текст процесор машине. У 2009. постојале су само две компаније у САД, Classic и AlphaSmart, које су их и даље производиле. Међутим, многе старије машине су и даље у употреби. Од 2009. Sentinel је понудио машину описану као „текст процесор”, али, прецизније, у питању је високоспецијализовани микрокомпјутер коришћен за рачуноводство и објављивање.
Текст процесори су потомци ранијих алата за форматирање текста. Обрада текста је једна од најраније насталих апликација за лични рачунар у канцеларијске сврхе.
Иако су ранији текст процесори користили tag-засновани језик за означавање за форматирање документа, већина модерних текст процесора користи предност графичког корисничког интерфејса обезбеђујући неку форму what-you-see-is-what-you-get обраде. Већина њих су моћни системи који се састоје од једног или више програма који могу да произведу произвољну комбинацију слика, графика и текста, којима се касније рукује.
Microsoft Word је најраспрострањенији текст процесорски софтвер, по уграђеном систему за праћење корисника, који није уграђен у LibreOffice, AbiWord, KWord, и LyX. Microsoft процењује да преко 500.000.000 људи користи Microsoft Office пакет, који обухвата Word. Постоје и многе друге апликације за обраду текста, укључујући WordPerfect (који је доминирао тржиштем од средине 1980-их до раних 1990-их, на компјутерима са инсталираним Microsoft-овим MS-DOS оперативним системом) и апликације са отвореним кодом OpenOffice.org Writer, LibreOffice Writer, AbiWord, KWord, и LyX. Web-засновани текст процесори, као што су Office Web Apps или Google Docs, представљају релативно нову категорију.

## Залеђина
На самом почетку, процесори текста нису се развили из рачунарске технологије. Напротив, они су еволуирали из потреба писаца, а тек касније су се спојили са компјутерским пољем. Историја обраде текста је прича о постепеној аутоматизацији физичких аспеката писања и уређивања, а затим усавршавања технологије како би била доступна корпорацијама и појединцима.
Појам обрада текста у америчким уредима почетком 1970-их био је усредоточен на идеји реорганизације дактилографа, али је значење термина убрзо проширено да обухвата аутоматско уређивање текста. У почетку, дизајнери система за обраду текста су комбиновали постојеће технологије са онима у настајању ради развоја самосталне опреме, чиме је створена нова пословна област различита од личних рачунара који су и сами били у процесу настанка. Концепт обраде текста произашао је из општије обраде података, која се од 1950-их бавила применом рачунара на пословну администрацију.
Кроз историју, постојала су три типа процесора текста: механички, електронски и софтверски.

## Механички процесори текста
Први уређај за обраду текста („Машина за транскрипцију слова” којa је била слична машини за куцање) патентирао је Хенри Мил за машину која је била у стању тако јасно и прецизно пише да се припремљени текст није могао разликовати од оног произведеног штампарском машином.
Више од једног века касније, још један патент се појавио у име Вилијама Остина Барта за типограф. Крајем 19. века, Кристофер Латам Шолс је створио прву препознатљиву писаћу машину која је, иако је била велика, описана као „књижевни клавир”.
Ови механички системи не могу да „обрађују текст” изузев што мењају позицију типа, допуњују празне просторе или скокове у нове линије. Тек деценијама касније, увођењем електричних и електронских компоненти у писаће машине оне су почеле је да помаже писцу у механичком делу. Сам термин „обрада текста” је 1950. године створио Улрих Стајнхилпер, немачки извршни директор за продају ИБМ писаћих машина. Међутим, тај термин није био устаљен литератури о канцеларинском менаџменту или рачунарству током 1960-их, иако су многе идеје, производи и технологије на које ће се касније примењивати већ били добро познати. Године 1971, Њујорк Тајмс је већ сматрао овај термин устаљеним пословном изразом. Обрада текста се развијала паралелно са општијом „обрадом података” или применом рачунара у области пословне администрације.